# کی۲
کِی۲ (یا سی بی بی 2، به انگلیسی: K2)، نام دومین قلهٔ بلند روی زمین (پس از اورست) است. این قله با ارتفاع ۸٬۶۱۱ متر از سطح دریا، در منطقهٔ قره‌قروم در رشته‌کوه‌های هیمالیا و در شمالشرقی پاکستان قرار گرفته و دارای فنی‌ترین و سخت‌ترین مسیر صعود در کره زمین است. تعداد کوه‌نوردانی که در راه رسیدن به این چکاد جان خود را از دست داده‌اند، برابر با یک‌چهارم شمار کسانی است که صعود موفق داشته‌اند. کی۲ کشنده‌ترین و پرتلفات‌ترین قله کره زمین، تنها کوه از گروه هشت‌هزارمتری‌ها است که از جبهه شرقی آن تاکنون صعودی صورت نگرفته‌است.
نخستین‌بار، در ۱۸۵۶ تی جی مونتگومری به‌عنوان یک نقشه‌بردار، این کوه را از فاصله حدود ۲۰۰ کیلومتری (احتمالاً از هاراموش) مشاهده کرد. این کوه در میان رشته‌ای از کوه‌های بلند قرار داشت و به همین دلیل از هیچ منطقهٔ مسطحی در هند یا چین قابل مشاهده نبود (در آن زمان هنوز پاکستان بخشی از خاک هند بود). مونتگومری بدون داشتن اطلاعات دقیقی از نام کوه‌های منطقهٔ قلل رفیع، آنها را به نام‌های قراقروم ۱ تا ۷ نامگذاری کرد، و نام کی۱ تا کی۷ را بر آنها نهاد که برگرفته از حرف نخست واژهٔ karakoram بودند. بعدها نیز نام «کی۲» همچنان به‌عنوان تنها کوه مرتفعی که یک نقشه‌بردار آن را نامگذاری کرده بود، بر روی دومین قلهٔ رفیع کره زمین باقی ماند.
این قله درنهایت در۱۶ژانویه۲۰۲۱ برای اولین بار توسط گروه کوهنوردی نیرمال پورجا نپالی در فصل زمستان صعود شد.

## تاریخچه صعود
نقشه‌برداری از این منطقه برای نخستین‌بار در سال ۱۸۵۶ توسط تیم نقشه‌برداری اروپایی به سرپرستی هنری هاورشام،سینیوریتا استاری و گادوین-آستن انجام شد. توماس مونتگمری عضوی از این تیم بود که کی۲ را به‌عنوان دومین قلهٔ بلند منطقهٔ قره‌قروم تعیین کرد. بقیهٔ قله‌ها نیز کی۱ کی۳ و کی۴ و کی۵ نام‌گذاری شدند، ولی در نهایت به‌ترتیب به نام‌های ماشربروم و برود پیک و گاشربروم ۲ و گاشربروم ۱ تغییر نام دادند.
اولین تلاش جدی برای صعود به این کوه، در سال ۱۹۰۲ توسط اسکار اکنستاین و آلستر کراولی برنامه‌ریزی شد اما بعد از ۵ بار تلاش جدی هیچ‌کدام از افراد تیم نتوانستند دقیقاً به نوک قله برسند.
تلاش‌های بعدی در سال‌های ۱۹۰۹، ۱۹۳۴، ۱۹۳۹ و ۱۹۵۳ نیز ناکام ماند. اما سرانجام در سال ۱۹۵۴ دو تن از اعضای تیم ایتالیایی به نام‌های لینو لاچدلی و آکیله کومپانیونی موفق به فتح قله شدند. رهبری این تیم به عهدهٔ آدریتو دزیو بود.
این قله از ابتدا تا سپتامبر ۲۰۱۸ هرگز صعود زمستانی نداشته و تاکنون هرگونه تلاش از سوی خیل عظیمی از کوهنوردان مطرح جهان برای صعود زمستانی این قله، تاکنون ناموفق بوده‌است. و سر انجام در سال ۲۰۲۱ گروهی از شرپا‌های نپالی به سرپرستی نیرمال پورجا صعود زمستانه کردند.

## صعودکنندگان ایرانی
- محمد سعیدی کوهنورد ایرانی ساکن آمریکا در ۱۹۹۸، اولین تلاش برای صعود را انجام داد که به‌علت تغییر وضع هوا صعود در ارتفاع ۸۱۰۰ متری ناتمام باقی ماند
- تلاش بعدی بر روی قله کی۲ توسط داوود خادم کوهنورد عضو گروه آزاد کاوه در سال ۱۳۸۳ انجام شد که وی در کمپ ۴ به ارتفاع ۸۱۰۰ متر اسیر طوفان شده و به همراه کوهنورد روس و قزاق مفقود شد.
- کاظم فریدیان کوهنورد باشگاه دماوند تهران، جمعه ۲۹ تیر ۱۳۸۶ موفق شد به عنوان نخستین کوهنوردان ایرانی به قله کی۲ صعود کند. این صعود بدون استفاده از اکسیژن و باربر ارتفاع صورت پذیرفت.[۳]
- عظیم قیچی ساز کوه‌نورد تبریزی سه‌شنبه ۱۰ امرداد ۱۳۹۱ توانست به قله کی۲ صعود کند. این صعود بدون اکسیژن صورت گرفت.
- رضا شهلایی صبح روز یکشنبه ۵ امرداد ۱۳۹۳ پرچم ایران را بر فراز قله کی۲ به اهتزاز درآورد.۱
- حسین بهمنیار کوهنورد خرسان شمالی، اولین کوهنورد ایرانی صعود کننده به قله کی ۲ از مسیر سزن که فنی‌ترین مسیر صعود محسوب می‌شود در تاریخ ۲۵ ژوئیه ۲۰۱۹ بدون کمک شرپا و بدون استفاده از کپسول اکسیژن موفق به صعود این قله شد.
- افسانه حسامی فرد کوهنورد خراسان شمالی در ساعت ۵:۴۰ دقیقه صبح به وقت پاکستان جمعه ۳۱ تیر ۱۴۰۱ به‌عنوان اولین زن ایرانی موفق به صعود کوه کی۲ شد.
- ایمان احمدپور کوه‌نورد اصفهانی، روز پنجشنبه ۶ مرداد ۱۴۰۱ توانست بدون اکسیژن کمکی و بدون کمک باربر (شرپا) به قله k2 صعود کند.[۴]
- سارا عبدویس،کوهنورد تهرانی در تاریخ ۵مرداد ۱۴۰۲ موفق به فتح این قله سرسخت گردید.
- ابوالفصل گوزلی از تبریز
- سعید میرزائی ، هیمالیانورد ایرانی که روز هشتم مردادماه توانست به قله «K2» دومین قله مرتفع جهان در رشته‌ کوه‌های هیمالیا با ارتفاع ۸۶۱۱ متر صعود کند، این صعود خود را به مردم شریف ایران تقدیم کرد.

۱۰) فرناز دیانت مقدم